# Puchar Polski w piłce siatkowej kobiet (2001/2002)
Puchar Polski w piłce siatkowej kobiet 2001/2002 – 45. sezon rozgrywek o siatkarski Puchar Polski, rozgrywany od 1932 roku.

## Rozgrywki

### Półfinał
| Data       | Drużyna 1           | Wynik | Drużyna 2                     | Sety                              |
| ---------- | ------------------- | ----- | ----------------------------- | --------------------------------- |
| 08.12.2001 | PTPS Nafta Gaz Piła | 3:2   | GCB Gazeta Pomorska Bydgoszcz | 29:27, 13:25, 25:21, 10:25, 15:7  |
| 08.12.2001 | Gedania Gdańsk      | 2:3   | BKS Stal Bielsko-Biała        | 25:16, 22:25, 25:18, 25:27, 13:15 |

### Finał
| Data       | Drużyna 1           | Wynik | Drużyna 2              | Sety                             |
| ---------- | ------------------- | ----- | ---------------------- | -------------------------------- |
| 09.12.2001 | PTPS Nafta Gaz Piła | 3:2   | BKS Stal Bielsko-Biała | 25:21, 25:17, 23:25, 20:25, 15:5 |

## Klasyfikacja końcowa
| Miejsce | Drużyna                |
| ------- | ---------------------- |
| 1.      | PTPS Nafta Gaz Piła    |
| 2.      | BKS Stal Bielsko-Biała |
| 3-4.    | Centrostal Bydgoszcz   |
| 3-4.    | Gedania Gdańsk         |